# Кларкстон (Џорџија)
Кларкстон (Џорџија) (енгл. Clarkston) град је у америчкој савезној држави Џорџија. По попису становништва из 2010. у њему је живело 7.554 становника.

## Демографија
Према попису становништва из 2010. у граду је живело 7.554 становника, што је 323 (4,5%) становника више него 2000. године.
| Група             | 2000.         | 2010.         |
| Белци             | 1.253 (17,3%) | 990 (13,1%)   |
| Афроамериканци    | 4.025 (55,7%) | 4.413 (58,4%) |
| Азијати           | 909 (12,6%)   | 1.632 (21,6%) |
| Хиспаноамериканци | 333 (4,6%)    | 211 (2,8%)    |
| Укупно            | 7.231         | 7.554         |